# Relaciones Cuba-Turquía
Las relaciones Cuba-Turquía son las relaciones bilaterales entre Cuba y Turquía.
Las relaciones diplomáticas entre Turquía y Cuba se establecieron en 1952. Turquía abrió su primera embajada en el Caribe en La Habana en 1979.
Recep Tayyip Erdoğan, presidente de la República de Turquía, realizó una visita a Cuba los días 10 y 11 de febrero de 2015. Esta fue la primera visita presidencial de Turquía a Cuba y marcó un hito en las relaciones bilaterales entre ambos países.  En noviembre de 2022, el presidente cubano Miguel Díaz-Canel Bermúdez realizó una visita oficial a Turquía.

## Visitas de alto nivel
Visitas de alto nivel de Turquía a Cuba
- Presidente Recep Tayyip Erdoğan (2015)[4]
- Ministerio de Relaciones Exteriores Mevlüt Çavuşoğlu (2019)[5]

Visitas de alto nivel de Cuba a Turquía
- Ministerio de Relaciones Exteriores Bruno Rodríguez Parrilla (2017)[6]

## Comercio
El volumen comercial entre los dos países fue de 54,7 millones de dólares en 2019 (exportaciones/importaciones turcas: 42,9/11,8 millones de dólares).

## Misiones diplomáticas residentes
- Cuba tiene una embajada en Ankara y un consulado-general en Estambul.[8]
- Turquía tiene una embajada en La Habana.[9]

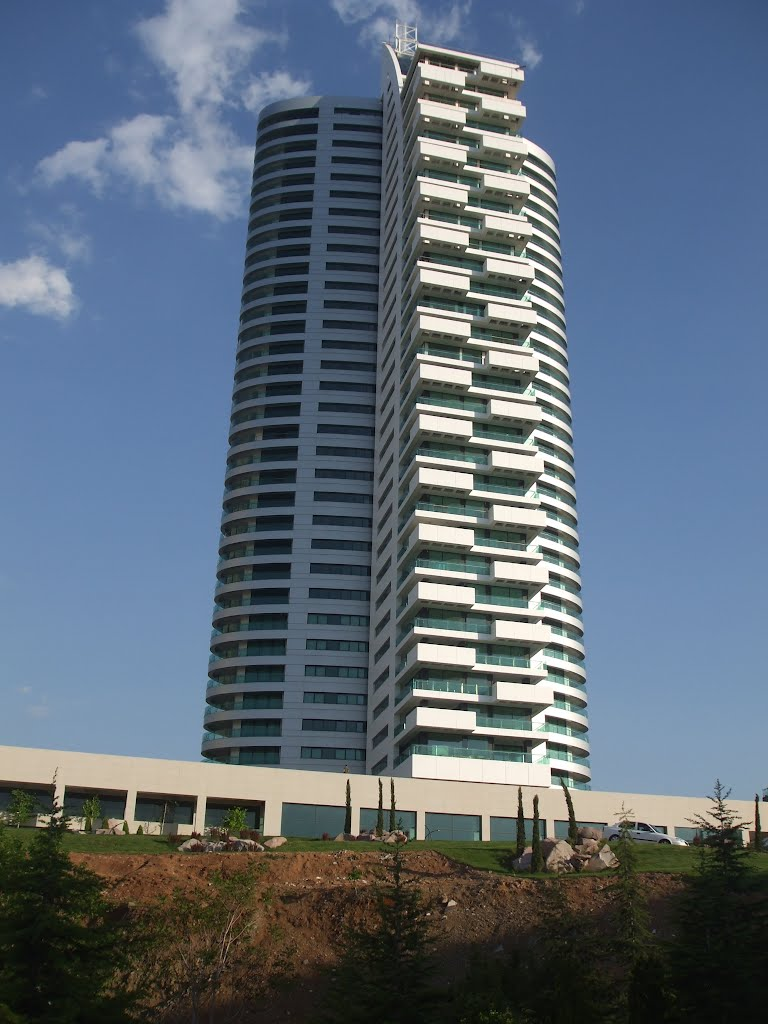
Embajada de Cuba en Ankara